# Hałyna Mychajłenko
Hałyna Mychajliwna Mychajłenko, ukr. Галина Михайлівна Михайленко (ur. 12 maja 1973) – ukraińska piłkarka, grająca na pozycji pomocnika, wielokrotna reprezentantka Ukrainy.

## Kariera piłkarska

### Kariera klubowa
W 1993 rozpoczęła karierę klubową w seniorskiej drużynie Donećk-Roś Donieck. W 1996 została zaproszona do CSK WWS Samara. W 1997 występowała w Alina Kijów, a w 1999 wróciła do donieckiego klubu, który w międzyczasie zmienił nazwę na Doneczczanka Donieck. W 2002 dołączyła do klubu Charkiw-Kondycioner. W 2006 roku po rozwiązaniu charkowskiego klubu, przeniosła się do nowo utworzonego Żytłobud-1 Charków. Swoją karierę piłkarską zakończyła w 2010 jako zawodniczka Łehendy Czernihów.

### Kariera reprezentacyjna
18 września 1993 roku zadebiutowała w seniorskiej kadrze narodowej w zremisowanym 2:2 meczu z Rumunią.

## Sukcesy i odznaczenia

### Sukcesy klubowe
Donećk-Roś/Doneczczanka Donieck
- mistrz Ukrainy: 1994, 1995, 1998, 1999
- zdobywca Pucharu Ukrainy: 1994, 1998, 1999

CSK WWS Samara
- mistrz Rosji: 1996

Alina Kijów
- mistrz Ukrainy: 1997

Charkiw-Kondycioner/Metalist/Arsenał Charków
- mistrz Ukrainy: 2003, 2004
- zdobywca Pucharu Ukrainy: 2003, 2004

Żytłobud-1 Charków
- mistrz Ukrainy: 2006, 2008
- zdobywca Pucharu Ukrainy: 2006, 2007, 2008

Łehenda Czernihów
- mistrz Ukrainy: 2010
- zdobywca Pucharu Ukrainy: 2010

### Sukcesy indywidualne
- tytuł Mistrza sportu Ukrainy: 1994
- królowa strzelców mistrzostw Ukrainy: 1994 (12), 2008 (24), 2009 (12)